# Eberhard von Mackensen
Friedrich August Eberhard von Mackensen (24. září 1889, Bydhošť – 19. května 1969, Nortorf) byl veterán první světové války a důstojník německého Wehrmachtu v hodnosti Generaloberst (Generálplukovník) za druhé světové války. Mimo jiné byl i držitelem mnoha vojenských vyznamenání jako je například Rytířský kříž železného kříže s dubovými ratolestmi.

## Životopis
Eberhard von Mackensen se narodil 24. září roku 1889 jako syn německého polního maršála Augusta von Mackensen. Jeho starší bratr Hans Georg se stal později diplomatem.
Po dokončení vojenské akademie vstoupil k 1. říjnu roku 1908 do německé císařské armády a po otcově vzoru se nechal zařadit k jezdectvu. Z počátku byl zařazen pod XVII. armádní sbor (XVII. Armee-Korps) v Gdaňsku. V první světové válce sloužil jako důstojník jezdectva, byl raněn a vysloužil si oba dva stupně pruského železného kříže.
Po válce zůstal v Reichswehru, i zde velel jezdeckým jednotkám a působil ve vyšších štábech. Od podzimu 1933 byl náčelníkem štábu Jezdeckého sboru. V říjnu 1935 se stal náčelníkem štábu u X. armádního sboru. Od dubna 1937 velel 1. jezdecké brigádě a v dubnu 1938 byl jmenován náčelníkem štábu skupinového velitelství 5.
Po vypuknutí druhé světové války byl v září 1939 jmenován náčelníkem štábu 14. armády v Polsku a krátce na to zastával stejný post i u 12. armády během bitvy o Francii. Od ledna 1941 do března 1942 velel III. motorizovanému sboru, se kterým prodělal Operaci Barbarossa. V červnu 1942 se jeho motorizovaný sbor přejmenoval na III. tankový sbor, spadající pod 1. tankovou armádu tehdy ještě generálplukovníka Ewalda von Kleist. S tímto sborem se účastnil letního tažení roku 1942 Operaci Blau.
Když byl von Kleist jmenován velitelem Skupiny armáda A, převzal von Mackensen velení nad jeho 1. tankovou armádou. Jako velitel 1. tankové armády, musel ustoupit z Kavkazských roklí a stáhnout se za řeku Don, kde se dostal do podřízenosti staronové Skupiny armád Jih pod Mansteinovým velením. Po "zimním" ústupu, se účastnil "jarní" Mansteinovy ofenzivy. Jeho armáda se přímo neúčastnila Operace Citadela, ale účastnila se ústupových bojů k Dněpru a následně bojů na západní Ukrajině.
V listopadu 1943, předal velení 1. tankové armády generálplukovníku Hubemu a převzal velení nad 14. armádou v Itálii, u které zůstal do července 1944, kdy byl penzionován. Za války si vysloužil Rytířský kříž s dubovou ratolestí. V roce 1947, byl souzen za válečné zločiny a odsouzen k 21 letům žaláře, ale již v roce 1952 byl propuštěn.

## Povýšení a vyznamenání

### Data povýšení
- Fahnenjunker-Unteroffizier - 1. říjen, 1908
- Leutnant - 22. březen, 1910
- Oberleutnant - 25. únor, 1915
- Hauptmann - 20. květen, 1917
- Major - 1. únor, 1928
- Oberstleutnant - 1. říjen, 1932
- Oberst - 1. září, 1934
- Generalmajor - 1. leden, 1938
- Generalleutnant - 1. leden, 1940
- General der Kavalerie - 1. srpen, 1940
- Generaloberst - 6. červenec, 1943

### Významná vyznamenání
- Rytířský kříž železného kříže - 27. červenec, 1941
- Dubové ratolesti k rytířskému kříži železného kříže - 26. květen, 1942
- Spona k pruskému železnému kříži II. třídy - 17. září, 1939
- Spona k pruskému železnému kříži I. třídy - 2. říjen, 1939
- Pruský železný kříž I. třídy (první světová válka)
- Pruský železný kříž II. třídy (první světová válka)
- Odznak za zranění v černém (první světová válka)
- Kříž cti - 1934
- Sudetská pamětní medaile - 1938
- Královský rumunský řád Michaela udatného III. třídy - 15. leden, 1943
- |  |  |  Služební vyznamenání Wehrmachtu od IV. do I. třídy